# Cagole
Eine Cagole [ka.ɡɔl] ist ein weibliches Stereotyp aus Marseille und der umliegenden Region Südfrankreichs, dem bestimmte Charaktereigenschaften zugeschrieben werden und das einem bestimmten modischen Erscheinungsbild entspricht. Eine Cagole gilt als extrovertiert, selbstbestimmt, warmherzig und selbstbewusst und wird als ein charakterliches Wahrzeichen der Gegend betrachtet. Sie spricht laut und steht gerne im Mittelpunkt.

## Begriffsbedeutung und Namensherkunft
In den 1950er Jahren etablierte sich der Begriff „cagole“ für eine vulgäre Frau aus einfachen Verhältnissen, die ihre sexuellen Reize betont und war später auch als „Flittchen“ oder „Schlampe“ zu verstehen.
Das Wort entstammt der provenzalischen Sprache. Über seine Ableitung existieren zwei unterschiedliche Theorien. So wird einerseits vermutet, es gehe auf den Begriff „cagoulo“ zurück, was die Bezeichnung für die Schürzen war, die von Arbeiterinnen getragen wurden, deren Aufgabe das Verpacken von Datteln aus industrieller Herstellung war. Um ihre finanzielle Situation zu verbessern, prostituierten sich einige dieser Frauen, weswegen der Begriff als Synonym für eine Hure verwendet wurde.
Laut einer anderen Vermutung ist der Begriff auf das französische Wort „caguer“ (provenzialisch „caga“) zurückzuführen, was mit „scheißen“ oder „kacken“ zu übersetzen ist. Eine „cagole“ wäre demzufolge als eine Person zu verstehen, die „einen ankackt“ womit sinngemäß eine nervende Person gemeint ist.

## Mode
Zur Mode der Cagole gehören beispielsweise sonnengebräunte Haut und dazu kontrastreiche weiße oder neonfarbene Kleidung, beispielsweise ein Minirock, ein Bolero mit Fransen, Plateau-Sandalen, sichtbar getragene Unterwäsche mit Leopardenmuster, Dekolleté und ein Netzoberteil. Zu den typische Accessoires zählen außerdem Ohrkreolen, Fußkettchen, Tätowierungen und Piercings, sowie aufgetragenes süßliches Parfum und Kaugummi. Eine Cagole trägt gerne Lipgloss, gefärbte Fingernägel und nachgezogene Augenbrauen.

## Vermarktung
Unter der Bezeichnung La Cagole wird in Marseille eine Biersorte angeboten.
Die Marke Balenciaga nennt eine Produktreihe für Taschen Le Cagole.

## Filme
- Karambolage 399: das Porträt: die "cagole", arte 2016